# Astronomica (Manilio)
La Astronomica (latín clásico: [astrɔˈnɔmɪka]), también conocida como Astronomicón, es un poema didáctico latino, sobre los fenómenos celestes, escrito en hexámetros y dividido en cinco libros. La Astronomica fue escrita hacia el año 30-40 por un poeta romano que probablemente se llamaba Marco Manilio; se sabe poco de Manilio, y aunque hay pruebas de que la Astronómica fue probablemente leída por muchos otros escritores romanos, ninguna obra conservada lo cita explícitamente.
La Astronómica, la primera obra sobre astrología que es extensa, comprensible y está casi intacta, describe los fenómenos celestes y, en particular, el zodiaco y la astrología. El poema —que parece haberse inspirado en el poema epicúreo De rerum natura, de Lucrecio— expone una concepción estoica y determinista de un universo supervisado por un dios y gobernado por la razón. El quinto libro contiene una laguna, lo que ha dado lugar a un debate sobre el tamaño original del poema; algunos estudiosos han argumentado que se han perdido libros enteros a lo largo de los años, mientras que otros creen que únicamente falta una pequeña sección de la obra.
El poema fue redescubierto hacia 1416-1417 por el humanista y erudito italiano Poggio Bracciolini, que mandó hacer una copia de la que deriva el texto moderno. Tras su redescubrimiento, la Astronomica fue leída, comentada y editada por varios estudiosos. Sin embargo, no llegó a ser tan popular como otros poemas latinos clásicos y fue descuidada durante siglos. Esta situación empezó a cambiar a principios del siglo XX, cuando, entre 1903 y 1930, el clasicista A. E. Housman publicó una edición del poema en cinco libros, aclamada por la crítica. A la obra de Housman le siguió la alabada traducción al inglés del latinista G. P. Goold en 1977. En la actualidad, los estudiosos la consideran muy técnica, complicada y, en ocasiones, contradictoria. Al mismo tiempo, muchos han alabado la capacidad de Manilio para traducir en poesía conceptos astronómicos muy técnicos y complejos cálculos matemáticos.

## Autoría y fecha
Dado que ninguna fuente romana contemporánea menciona su nombre, la identidad exacta del autor de la Astronomica es una incógnita, pero es probable que se llamara Marco Manilio. Esta incertidumbre ha hecho que, a lo largo de los años, se confunda a Marco Manilio con Manilius Antiochus (fl. c. 100 a. C., mencionado por Plinio el Viejo en su Naturalis Historia; Flavio Manlio Teodoro (c. 376-409, cónsul en 399) y Boecio (senador romano del siglo VI y autor de De consolatione philosophiae, cuyo nombre completo era Anicio Manlio Severino Boecio).  Aunque el poema sugiere que el escritor era ciudadano y residente de Roma, algunos han sostenido que Manilio no era romano; según Katharina Volk, una latinista especializada en Manilio esta creencia se base generalmente en «la latinidad supuestamente inferior del poeta» o «el deseo de ver a Manilio como miembro de un medio intelectual griego en Roma». El clasicista del siglo XIX Fridericus Jacobs y el historiador de los siglos XIX y XX Paul Monceaux han argumentado que era un africano, basándose en gran medida en su estilo de escritura, que dicen que se asemeja al de los autores africanos.  Volk rebate esta opinión, argumentando que Manilio escribe «desde ... una perspectiva romana convencional» y «recurre a la historia romana para ilustrar los hechos astrológicos que discute».
Se ha debatido la fecha de la obra. El único acontecimiento histórico al que hay una clara referencia es la batalla del bosque de Teutoburgo —una pérdida decisiva para Roma, que la obligó a retirarse de Germania Magna— en el año 9. Al considerar la fecha del poema, los estudiosos han propuesto tres hipótesis: que fue escrito completamente bajo Augusto —que gobernó desde el 27 a. C. hasta el 14 d. C.—, bajo los reinados de Augusto y Tiberio —que gobernó desde el 14 al 37 d. C.—, o completamente bajo Tiberio. La primera conjetura fue favorecida principalmente desde el Renacimiento hasta el siglo XIX, cuando Karl Lachmann argumentó que las referencias al emperador en el poema tenían más sentido si se referían a Tiberio. A principios del siglo XX, académicos como A. E. Housman comenzaron a favorecer la idea de que los dos primeros libros fueron escritos bajo Augusto, los dos últimos bajo Tiberio, y que el tercero era «indatable». Este debate no ha sido resuelto, aunque Volk ha argumentado que el poema debería fecharse en c. 10-20 d. C.

## Contenido

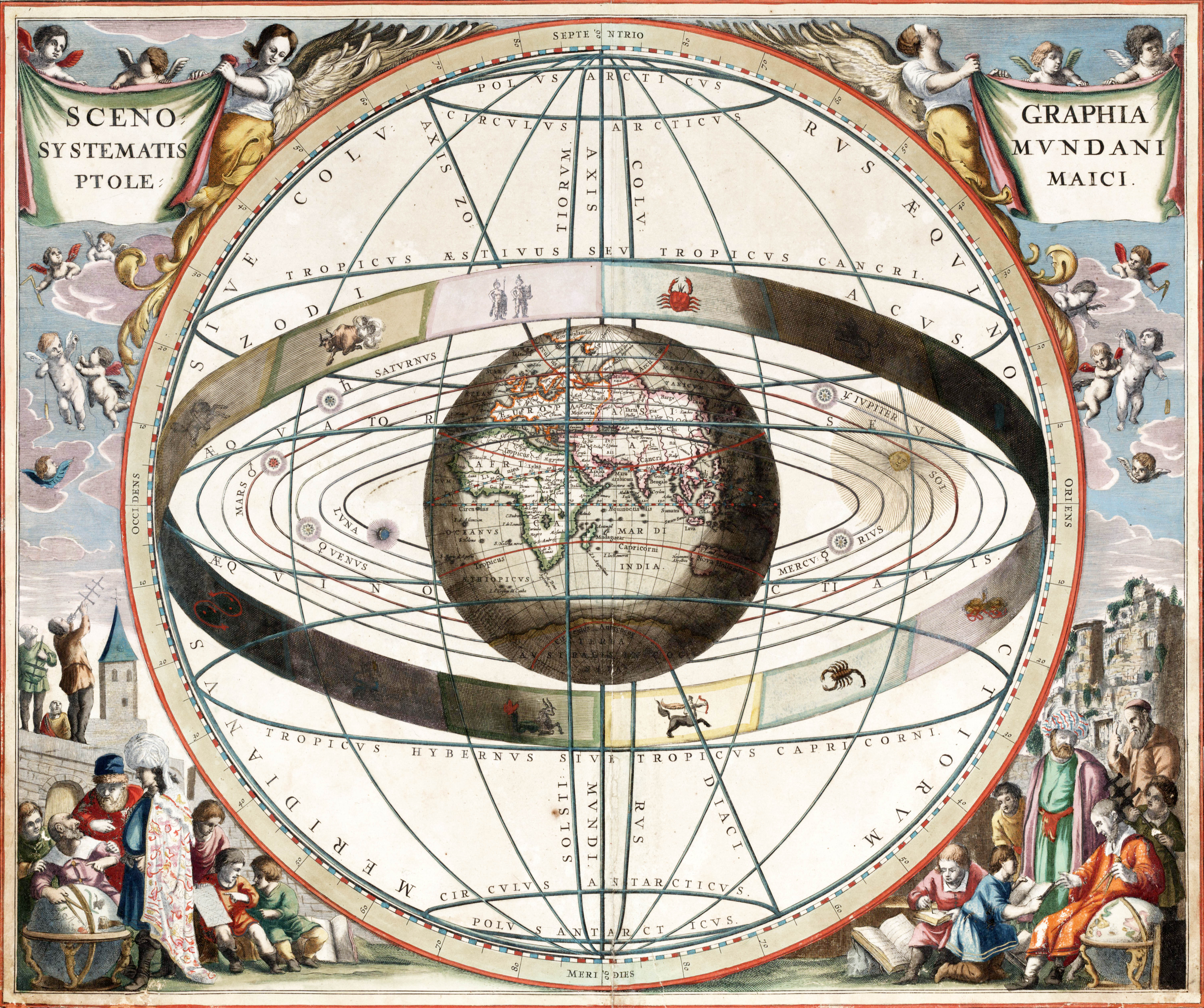
Carta del universo del, con los signos del zodiaco y la Tierra en el centro
El universo, tal y como lo describe Manilio, está formado por dos esferas: una sólida (la Tierra) y otra hueca (el firmamento), que se asemeja a esta representación del en la Harmonia Macrocosmica de Andreas Cellarius.

Según Volk, la Astronomica de Manilius es la primera obra sobre astrología extensa, comprensible y que se conserva en su mayor parte. Volk escribió que, al dedicar el poema a los fenómenos estelares, es «indicativo de la gran fascinación... que ejercían los astros sobre los romanos de la época de Manilio».

### Resumen
La Astronomica, escrita en hexámetros, se abre con Manilio afirmando que es el «primero en cantar la astrología», y que el dios Mercurio fue el que le hizo interesarse por los cuerpos celestes.
En el primer libro reflexiona sobre el origen del universo, considerando las teorías de Jenófanes, Hesíodo, Leucipo, Heráclito, Tales y Empédocles antes de argumentar que el universo fue creado a partir de los cuatro elementos y está gobernado por un espíritu divino.  Según Manilio, el universo está compuesto por dos esferas: una -la Tierra- es sólida y la otra -la «esfera de las estrellas», a menudo llamada firmamento- es hueca. Las constelaciones están fijas en el firmamento; la Tierra está inmóvil y el firmamento gira a su alrededor, lo que explica los movimientos de las estrellas. Los planetas, la Luna y el Sol también giran alrededor de la Tierra en el vasto espacio que hay entre su superficie y el borde del firmamento. Como la Tierra está en el centro del universo, es equidistante del firmamento y, por tanto, no está obligada a «caer» en ninguna dirección concreta. Según Manilio, el universo está gobernado por un dios (conspirat deus) y se rige por la razón (ratione gubernat). Manilio habla a continuación de las constelaciones y las estrellas, y de las esferas celestes. En esta sección, el poeta dedica un tiempo considerable a la contemplación de la banda de la Vía Láctea, que, tras explorar varias hipótesis sobre su existencia, concluye que es probablemente la morada celeste de los héroes muertos. El primer libro termina con una exploración de los cometas, que Manilio ve como presagios de calamidades o grandes desastres.

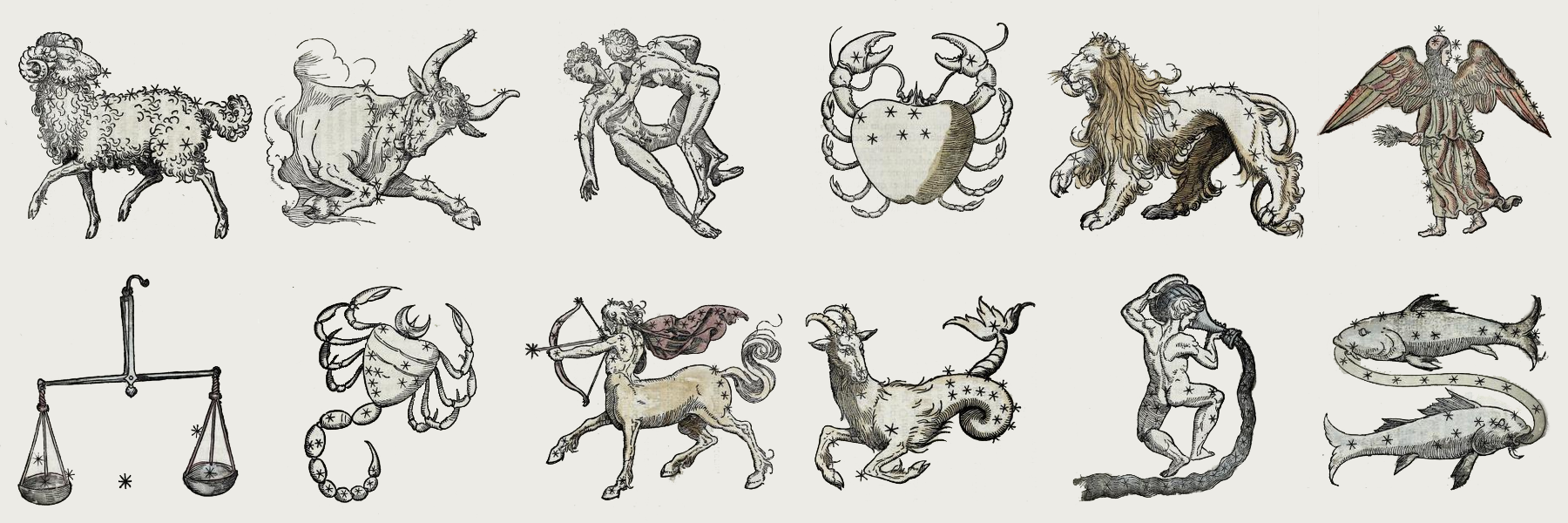
El libro tres trata de los signos del zodiaco, que se representan en este manuscrito del.

Los libros segundo y tercero tratan principalmente de los detalles más sutiles del zodiaco. El libro segundo se abre con un prefacio en el que Manilio presenta una breve historia de la poesía en hexámetros, destacando a Homero y Hesíodo. El propósito, según Volk, es subrayar la singularidad de su poema en comparación con otros, más que insertarse en esta tradición poética. Según Manilio, «todos los caminos que conducen al monte Helicón han sido recorridos» (omnis ad accessus Heliconos semita trita est; todos los demás temas han sido cubiertos) y debe encontrar «prados y agua intactos» (integra ... prata ... undamque) para su poesía: la astrología. Manilio termina el prefacio del libro diciendo «que el cosmos divino se revela voluntariamente tanto a la humanidad en su conjunto como al poeta en particular», y que él se distingue de la multitud porque su misión poética ha sido sancionada por el destino. El poeta comienza entonces su explicación del primer círculo astrológicamente significativo: el propio zodiaco. Considera primero los signos del zodiaco —a saber, Aries, Tauro, Géminis, Cáncer, Leo, Virgo, Libra, Escorpio, Sagitario, Capricornio, Acuario y Piscis—, antes de hablar de los aspectos y las relaciones entre los signos y otros objetos. En esta sección, el poeta habla brevemente de los signos del zodiaco, de los dioses del Olimpo que sirven como sus protectores y de la relación entre los signos y las partes del cuerpo humano. A continuación, la Astronomica considera la dodecatemoria, antes de desviarse del zodiaco y comenzar a discutir el método didáctico. El libro concluye con una consideración del segundo círculo astrológicamente significativo, el del círculo fijo del observador. Las últimas líneas están dedicadas a una visión general del dodecatropos.
El tercer libro -que se centra principalmente en «determinar el grado de la eclíptica que se eleva sobre el horizonte en el momento» del nacimiento de una persona- se abre con la reiteración por parte de Manilio de que su obra es original. Dado que su tema es complejo y difícil, el poeta dice a su público que pueden «esperar la verdad, pero no la belleza». A continuación, habla del tercer círculo de importancia astrológica, las partes o lotes, que son puntos de la carta natal, que tienen un significado especial. Los versos siguientes explican cómo calcular el ascendente, el horóscopo, y los cronocradores; y cómo determinar la duración prevista de la vida. El tercer libro concluye con una discusión sobre los signos trópicos, que, aunque no es especialmente pertinente para el contenido astrológico del libro, permite a Manilio terminar el libro con una «nota poética».  La mayoría de los estudiosos consideran que el tercer libro es muy técnico; según Goold «es el menos poético de los cinco, ejemplificando en su mayor parte la habilidad de Manilio para representar números y cálculos aritméticos en hexámetros». Green expresa una opinión similar, pero menos favorable, al escribir que en este libro «la disyuntiva entre la instrucción y el medio se percibe de forma más evidente [porque] los complejos cálculos matemáticos se limitan al hexámetro y se ocultan tras la perífrasis poética».

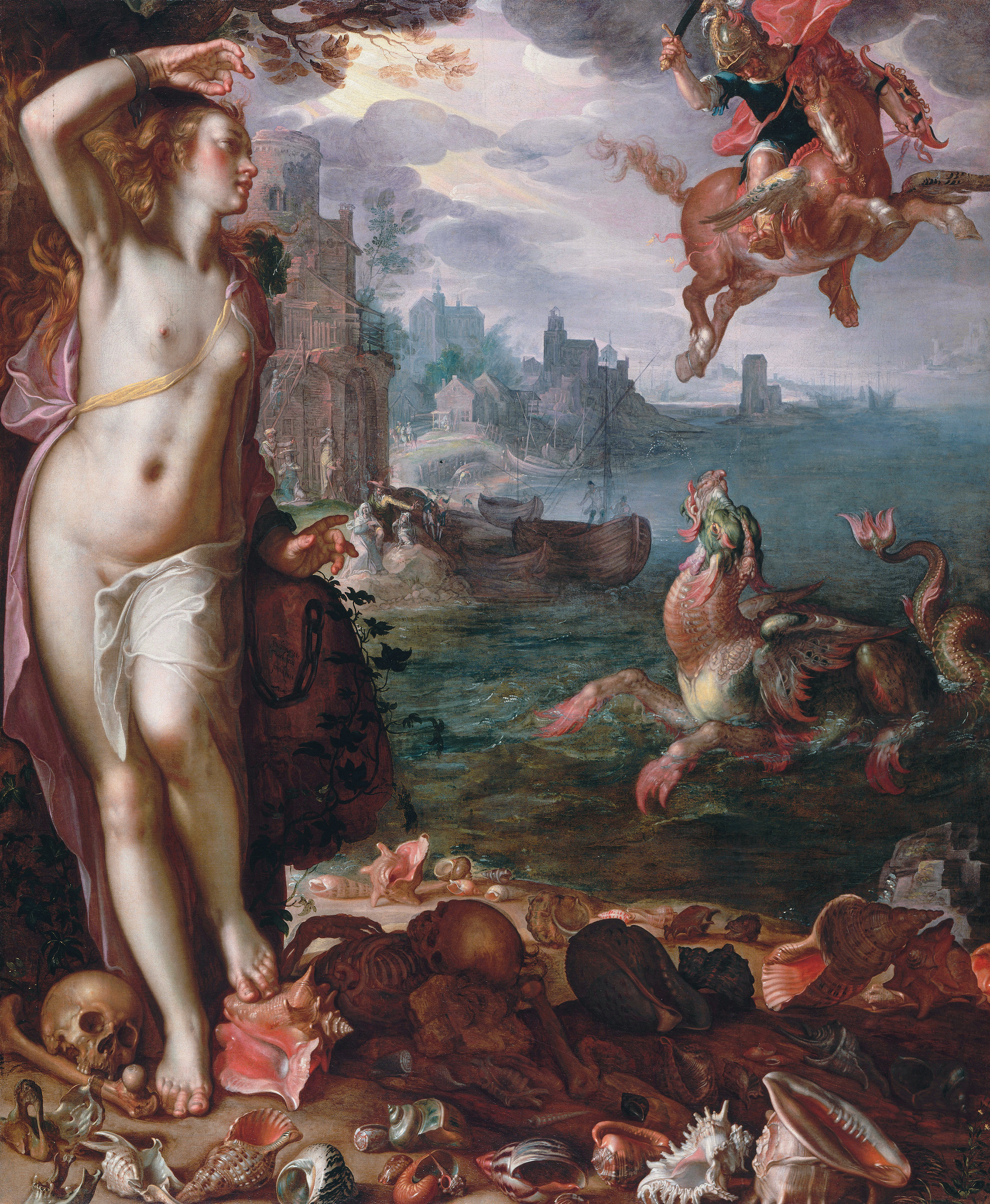
La mayor parte del quinto libro de la obra trata del mito de Andrómeda (izquierda), Perseo (arriba), y un monstruo marino (abajo).

Los libros cuarto y quinto tratan en gran medida de «los efectos de determinados fenómenos celestes sobre el nativo». El libro cuarto abarca muchos temas originarios de Egipto, lo que lleva a Goold a escribir que Manilio se basó en una fuente egipcia.
Gran parte de la primera parte de este libro trata de los decanos,}} que permiten a Manilio volver a convertir las tablas matemáticas y astrológicas en versos poéticos. A una breve descripción del ascenso de los distintos grados zodiacales le sigue un estudio más completo de la geografía zodiacal. Casi al final del libro, Manilio escribe sobre los signos eclípticos.  El libro está salpicado en las líneas 4.387-4.407 y 4.866-4.935 por «exhortación[es] del estudiante frustrado», donde las quejas de que la astrología es difícil y la naturaleza está oculta se contrarrestan con declaraciones de que «el objeto de estudio es nada menos que (la unión con) dios» y «el universo (microcosmos) desea revelarse al hombre».
La mayor parte del quinto (y último) libro es una discusión sobre paranatellonta a través del mito de Andrómeda y Perseo. Manilio recuerda cómo Andrómeda fue elegida para ser sacrificada a un monstruo marino por sus padres; Cefeo y Casiopea. Andrómeda fue encadenada a un acantilado, pero antes de que la criatura pudiera consumirla, llegó Perseo —que acababa de vencer a Medusa—. Al instante se enamoró de Andrómeda, mató al monstruo marino y salvó la vida de la joven.  Según Green, la digresión, que es con mucho la más larga del poema, «está muy bien elegida, en la medida en que ningún otro episodio mitológico implica tantas constelaciones futuras que interactúan al mismo tiempo; Andrómeda (p. ej.,  5.544), Perseo (p. ej.,  5.67), el Monstruo Marino -estrictamente, Cetus (cf. 5.600), pero a menudo referido en términos más genéricos durante esta historia como belua (5.544, 608) y monstrum (5.581)-La cabeza de Medusa (e. 5.567), y los padres de Andrómeda, Cefeo y Casiopea». Green dice que la historia es perfecta para Manilio; puede utilizarla para justificar la proximidad de las constelaciones entre sí y su disposición eterna, como había argumentado previamente en 1.354-1.360. Por el contrario, Housman la comparó desfavorablemente con la versión de la historia de Ovidio y calificó el relato de Manilio como «un parche cosido de una púrpura que dista mucho de ser la mejor» (purpurae non sane splendidissimae adsutus pannus). Una opinión similar expresó el clasicista de la Universidad de Cambridge, quien escribió que, aunque el episodio pretendía ser una «pieza de espectáculo», resulta «una pobre mezcla de retórica infantil y de absoluto lugar común». Entre las líneas 5.709-5.710, hay una gran laguna, lo que significa que falta al menos una parte de la obra,  y luego las últimas líneas del libro se refieren a las estrellas y otros fenómenos estelares. El libro termina con un símil sobre la «res publica de las estrellas». Esta sección —en la que Manilio propone que los astros constituyen un sistema elaborado y organizado, definido por una jerarquía que impide el «desastre cósmico»- parece ser una forma de que Manilio afirme la legitimidad del estado romano mediante la analogía.

## Visión del mundo
Según Volk, «el principio básico de lo que podríamos llamar la filosofía natural de Manilio es la idea de que el universo es divino». Escribe que Manilio es inconsistente sobre la ubicación de esta divinidad. Por ejemplo, en su primer libro, afirma que el movimiento perfectamente regular del sol, la luna, los planetas y las estrellas es una prueba de que el universo es producto de un dios; también dice que el propio universo es un dios (mundum ... ipsum esse deum). Más adelante, en el mismo libro, Manilio vuelve a decir que el universo es la «obra de una gran divinidad» (magni ... numinis ordo). En relación con esta vacilación, Volk escribe: «Está claro que hay una cierta elasticidad en el concepto de Manilio sobre la divinidad del universo ... ¿Está el mundo simplemente gobernado por un diuinum numen (cf. 1.484) o es un deus (cf. 1.485) en sí mismo?», Volk responde que en la cosmología de la Astronomica, «Dios puede ser entenido como el alma o el aliento ... presente en el mundo [y] puesto que esta entidad divina impregna completamente el cosmos, tiene igualmente mucho sentido llamar dios al propio cosmos». Según Volk, esta interpretación del universo, que afirma que tiene un sentido del intelecto y que funciona de forma ordenada, permite a Manilio sostener tanto que existe una cadena ininterrumpida de causas y efectos que afectan a todo dentro del cosmos como que el destino lo gobierna todo.
Volk señala que el poema toma prestado o alude a varias tradiciones filosóficas, como el hermetismo, el platonismo y el pitagorismo, pero la creencia predominante de los comentaristas es que Manilio adopta una visión estoica del mundo en la Astronomica. Una comparación entre las creencias de Manilio y las de otros estoicos revela paralelismos que, según Volk, «son inmediatamente obvios». Por ejemplo, los estoicos y Manilio coinciden en la divinidad del universo, el argumento del diseño, la suposición de que el dios supremo es tanto el creador del universo como la fuerza activa dentro de él, la interconexión de todo, la comprensión de que los humanos están íntimamente conectados con el cosmos, la importancia de considerar los cielos y la creencia en un destino ineludible que rige sobre todo. El acuerdo sobre este último punto es de especial importancia porque, según Volk, la creencia en el destino es «uno de los aspectos más notorios del sistema estoico».
Sin embargo, la identificación del poema como estoico no es unánime. En 1887, en contra de la opinión común de los estudiosos contemporáneos, Gustave Lanson impugnó la idea de que el poema fuera estoico. En 2005, Alexander MacGregor dijo que, si bien estudiosos contemporáneos como Goold y Volk leen a Manilio como estoico, la Astronomica en realidad rompe con la tradición estoica o la contradice en varios lugares. Manilio exalta a Platón, Sócrates y Pitágoras; propone una prueba platónica de la existencia de Dios, niega la ekpyrosis —una creencia estoica clave en la destrucción periódica del cosmos por una inmensa conflagración cada Gran Año seguida de una recreación cósmica—, nunca discute las seis paradojas estoicas tal como las discute Cicerón, e ignora la importancia de controlar el alma. Manilio también se centra en una serie de principios pitagóricos; el orden pitagórico de los planetas, la importancia de la geometría y los números, y el significado de la tetraktys —figuras triangulares formadas por diez puntos dispuestos en cuatro filas—. En lugares clave, Manilio también recurre a los no estoicos, como Eudoxo de Cnido y Cicerón. Teniendo en cuenta estos factores, MacGregor concluye que Manilio debería ser clasificado como un pitagórico idealista o un platonista más que como un estoico.

### Estilo
Muchos consideran la Astronomica una obra de erudición, elegancia y pasión. Scaliger y Bentley elogiaron el manejo de los números en verso por parte de Manilio, y la Harvard University Press se hizo posteriormente eco de este elogio, escribiendo que Manilio «exhibe un gran virtuosismo en la representación de tablas y diagramas matemáticos en forma de verso», y que el poeta «escribe con cierta pasión sobre sus creencias estoicas y muestra mucho ingenio y humor en sus esbozos de personajes nacidos bajo determinadas estrellas». Housman, sin embargo, califica a Manilio de «fácil y frívolo», pero también lo describe como «el único poeta latino que superó incluso a Ovidio en punto verbal y en elegancia». El poema, aunque correcto desde el punto de vista métrico, se ha destacado por su lenguaje técnico y por la elección de palabras inusuales. El clasicista Arthur Woollgar Verrall sostiene que, aunque «en sus mejores momentos, Manilio puede recordarnos a Lucrecio», la «métrica [que utiliza] tiene el flujo regular y monótono de la época». Jacobs, Monceaux y otros han atribuido la idiosincrasia de la Astronomica al supuesto origen africano de Manilio; sostienen que escribió y habló una forma de «africitas» —un supuesto dialecto africano del latín— «con peculiaridades muy marcadas de vocabulario, sintaxis, estructura de la oración y estilo», lo que explica las peculiaridades del poema. Sin embargo, aparte de la dudosa presencia hipotética del «africitas» en el poema, M. Dorothy Brock sostiene que hay muy pocas pruebas de que Manilio fuera de África.
Además de sus rarezas estilísticas, la Astronomica incluye algunas incoherencias internas. Según Green, el poema está «plagado de confusión y contradicción»; cita su «presentación de sistemas incompatibles de cálculo astrológico, la sobrecarga de información, el aplazamiento del significado y la instrucción contradictoria». Al mismo tiempo, Green señala que existen problemas similares en otras obras astrológicas del siglo I al III. Según Caroline Stark, Manilio afirma paradójicamente que el conocimiento astrológico puede ser adquirido por los individuos y que solamente es concedido por el favor divino. T. Barton dice que Manilio puede haber incluido estas contradicciones y complejidades para ser considerado como «una figura de conocimiento inalcanzable para el estudiante-lector novato». Green, aunque no descarta esta hipótesis, dice que Manilio probablemente no estaba motivado por un «deseo de forjarse una posición de poder en el nuevo mundo imperial de los expertos», como dice Barton, «orgullo por la innovación poética» y su «deferencia ... ante el emperador», buscaba presentarse «como un agente imperial obediente, con la intención de producir una empresa poética creativa que trazara su propio camino a través de los niveles del discurso estelar aceptable en el primer imperio». David Pingree concluye que el «propósito principal del poema parece haber sido deleitar a su audiencia con la poesía y despertar la admiración por el poeta por su ingenio».

### Exhaustividad
Se desconoce si la Astronomica es una obra terminada; una gran laguna —es decir, un vacío— entre las líneas 5.709 y 5.710 presenta un problema en esta discusión. Según Housman, basándose estrictamente en el contenido de la Astronomica, no se puede hacer un horóscopo completo porque falta la información necesaria, como un estudio en profundidad de los planetas y los efectos que las constelaciones, tanto dentro como fuera del zodiaco, producen en su configuración. Según Volk, la falta de una consideración extensa de los planetas es bastante desconcertante, ya que Manilio afirma varias veces que examinará su naturaleza zodiacal.  Goold escribe que «un poema didáctico rara vez es un tratado exhaustivo» y argumenta que Manilio probablemente hizo una «exposición superficial de la naturaleza de los planetas en la gran laguna [y luego] consideró sus obligaciones debidamente cumplidas».
Otros sostienen que la obra era originalmente más larga y algunos afirman que constaba de ocho libros.  Estos escritores basan su afirmación en una carta enviada en el año 983 por Gerbertus Aureliacensis al arzobispo de Reims, en la que el primero informa de que había encontrado recientemente «ocho volúmenes sobre astrología de Boecio» (viii volumina Boetii de astrologia) en la abadía de abadía de Bobbio. Los partidarios de la idea de que el poema era más largo argumentan que el manuscrito de Bobbio era una versión de ocho libros de la Astronomica mal atribuida. Goold rechaza esta hipótesis, señalando que el catálogo de Bobbio enumera la obra a la que Gerbertus probablemente se refería como compuesta por «tres libros de Boecio sobre aritmética, y el resto [es decir, cinco] sobre astronomía» (libros Boetii iii de aritmetica [sic] et alterum de astronomia). Esto, según Goold, es una prueba de que Gerbertus encontró un manuscrito que contenía tanto el De arithmetica de Boecio como el Astronomica de Manilio en lugar de una versión de ocho libros de este último autor.
Volk, al considerar el problema de la exhaustividad, propuso varias hipótesis: la obra está completa en su mayor parte, pero es internamente incoherente en cuanto a los temas que considera y los que no; la laguna del libro quinto puede haber contenido originalmente la información que falta; la laguna puede ser relativamente pequeña y la obra está inacabada; o pueden haber existido originalmente libros enteros, pero se perdieron con el tiempo a través del «peligroso proceso de transmisión textual».

## Influencias

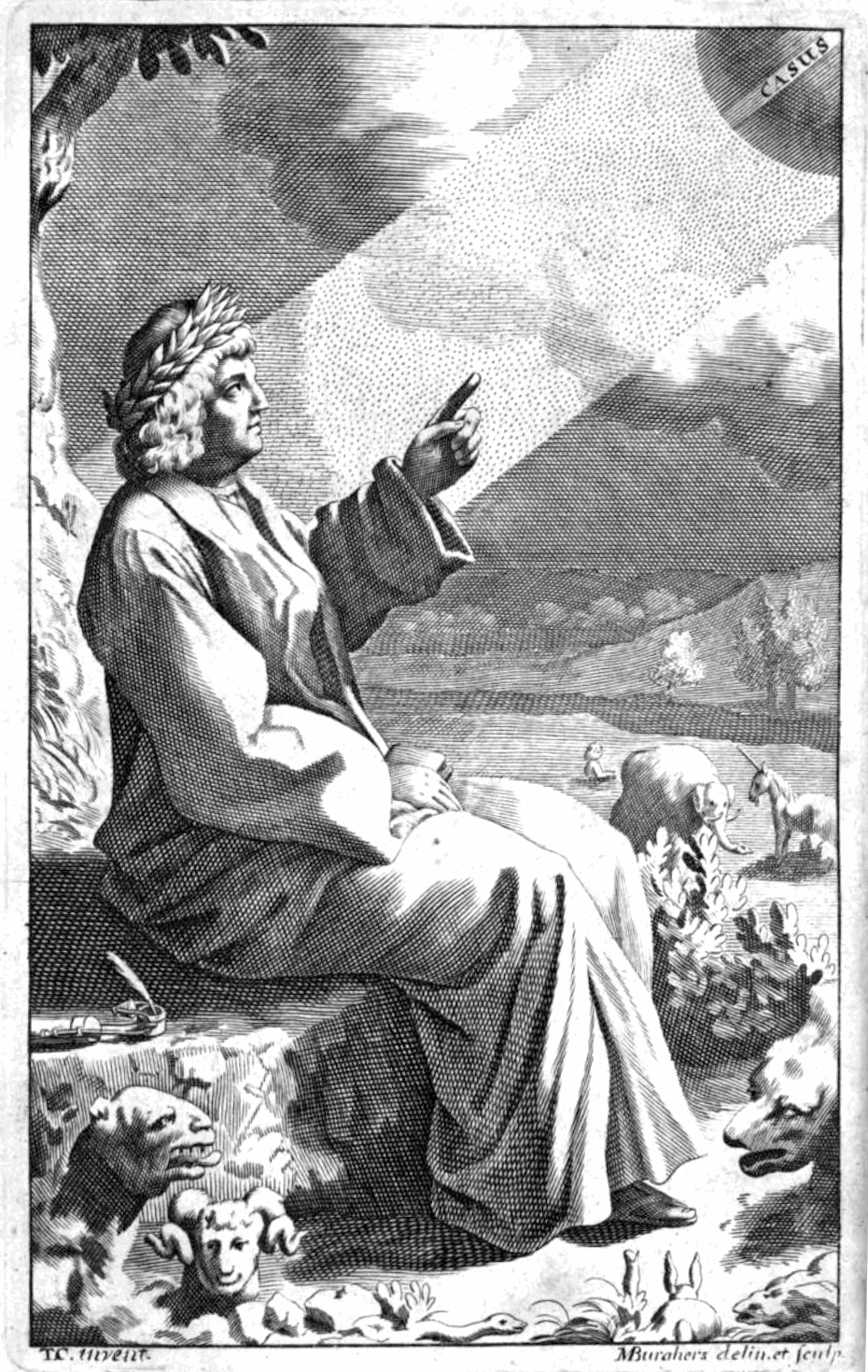
Grabado del poeta y filósofo romano Lucrecio. Aunque se inspira en el poema epicúreo De rerum natura de Lucrecio (en la imagen), la Astronomica abraza el estoicismo.

Manilius imita con frecuencia a Lucrecio, que escribió el poema didáctico De rerum natura. Algunos clasicistas han sugerido que Manilio podría haber tratado de emular a Lucrecio escribiendo seis libros, pero las pruebas de esta hipótesis son escasas, y siguen siendo principalmente especulativas. Mientras que la obra de Lucrecio propugna el epicureísmo —una filosofía que hace hincapié en el materialismo y el escepticismo religioso de la superstición y la intervención divina—, la obra de Manilio es en gran medida estoica, y promueve una comprensión grecorromana del creacionismo, así como el determinismo fatalista. Tanto Volk como el erudito lucreciano David Butterfield han argumentado que Manilio es, en muchos sentidos, un «anti-Lucrecio», argumentando el primero que "«su presentación en la Astronomica de un cosmos ordenado y regido por el destino es un ataque directo al universo aleatorio descrito por su predecesor». Manilio transmite a veces su postura filosófica a través de la voz gramatical: a diferencia de Lucrecio, que a menudo utiliza una construcción pasiva para transmitir su comprensión de la naturaleza, Manilio utiliza construcciones gramaticales activas para transmitir la intencionalidad que ve en la creación —por ejemplo, «Dios y la razón, que gobierna todas las cosas, guían a los animales terrestres por signos celestiale»", deus et ratio quae cuncta gubernat ducit ab aeternis terrena animalia signis—. Además, mientras que Lucrecio utilizó el De rerum natura para presentar un relato no teísta de la creación, Manilio «era creacionista más que evolucionista materialista», y en consecuencia se refiere a «un espíritu» (unus spiritus, 2.64), a un «poder divino» (divina potentia, 3.90), a un «creador» (auctor, 3.681) y a un «dios» (deus, 2.475) a lo largo de su poema.
La Astronomica está influenciada por Las metamorfosis de Ovidio, la Eneida de Virgilio, los Annales de Ennio y el poeta didáctico griego Arato. La influencia de Arato es especialmente notable, y parece probable que Manilio basara gran parte de su primer libro en partes de los Phaenomena de Arato. A pesar de su deuda con Arato, Manilio diverge de su comprensión del cosmos; Arato se centra en la mitología y la «descripción gráfica», mientras que Manilio enfatiza los aspectos científicos de su obra. No se sabe con certeza si Manilio tenía conocimiento directo del poema de Arato o si utilizó una traducción de Cicerón, Ovidio o Germánico. Esta última postura es la que defienden varios estudiosos del siglo XXI, como Dora Liuzzi y Emma Gee. En cuanto a la relación del poeta con Germánico, Wolfgang Hübner escribe: «Los pocos ecos de la traducción de Germánico de Arato son insuficientes para que podamos establecer cuál de los dos se basó en el otro, o si los dos fueron compuestos independientemente el uno del otro».
La Astronomica hace referencia directa a Homero —como el «mayor poeta», maximus vates—, así como a Hesíodo —llamándolo «el más cercano a [Homero]», proximus illi—, y alude a otros numerosos poetas y escritores griegos, como Apolonio Rodio, Quérilo de Yaso, Quérilo de Samos y Esquilo. El poema también contiene una alusión directa a los Annales de Ennius, que, según Goold, es el «único aviso de literatura latina» de la Astronomica.

## Historia textual

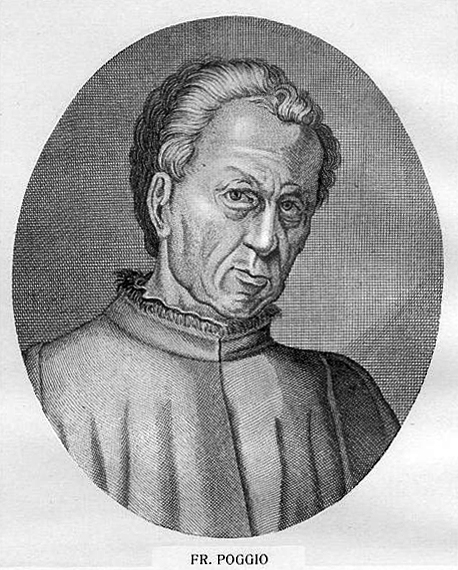
La Astronomica fue redescubierta por Poggio Bracciolini c. 1416-1417.

Aunque existen más de treinta copias manuscritas de la Astronomica, el texto tal y como se conoce hoy en día procede de tres manuscritos clave: El Codex Gemblacensis (G), el Codex Lipsiensis (L) y el Codex Matritensis (M). Estos pertenecen a su vez a dos familias de manuscritos distintas: "α" (que incluye G y L), y "β" (que incluye a M). De las dos familias, Robinson Ellis escribió: «[α] representa un texto más correcto, pero peor interpolado; [β], un texto más lleno de errores de los copistas, pero menos interpolado».
La primera familia, "α", toma su nombre de una fuente ahora perdida e incluye los manuscritos G y L. G, que data de finales del siglo X al XI, fue encontrado en el monasterio de Gembloux en Brabante, en la actual Bélgica; L, de la biblioteca de Leipzig, fue escrito probablemente hacia mediados del siglo XI y tiene muchas correcciones hechas por un escriba. Housman sostiene que L es la superior de las dos, ya que probablemente fue copiada directamente de α, mientras que G probablemente se derivó de una copia de una copia.
La segunda familia, "β", toma su nombre del arquetipo ya perdido e incluye el manuscrito M, que a su vez es descendiente directo del manuscrito que Poggio Bracciolini redescubrió (es decir, el mencionado manuscrito β) cerca de Constanza durante una pausa en el Concilio de Constanza hacia 1416-1417. M había sido transcrito por un amanuense alemán a petición de Bracciolini, pero debido a la incompetencia del escriba, el manuscrito resultante estaba plagado de errores, lo que llevó a Bracciolini a comentar sarcásticamente que la nueva copia tenía que ser «adivinada más que leída» (divinare oportet non legere). . Aunque está mal escrito, M ha sido señalado como posiblemente el manuscrito más importante que se conserva, porque era una copia directa del arquetipo (β), mientras que G y L se derivan de una copia menos "«fiel»" (es decir, α) del arquetipo.
Tras la invención de la imprenta, el astrónomo Johann Müller Regiomontano publicó la editio princeps de la Astronomica en Núremberg hacia 1473 a partir de una copia italiana plagada de errores. El texto fue editado críticamente por Joseph Justus Scaliger, cuya primera edición se publicó en París en 1579; una segunda edición mejorada, cotejada al menos parcialmente con el Codex Gemblacensis, se publicó en Leiden en 1599-1600, y una tercera edición se publicó en 1655 tras la muerte de Scaliger por Johann Heinrich Boeckler. Una edición actualizada fue publicada por Richard Bentley en 1739. Luego, en cinco volúmenes entre 1903 y 1930, Housman publicó lo que es considerado por muchos estudiosos como la edición autorizada del poema (con una editio minor adicional en 1932). Según Volk, «[la obra de Housman] es famosa -algunos dirían que notoria- por su audaz manejo del texto, su incisivo comentario y su despiadada... invectiva contra otros eruditos». En 1977, G. P. Goold publicó una traducción inglesa de Loeb, cotejada tanto a partir del manuscrito M como de fotografías de varios manuscritos que habían pertenecido a Housman, y con sustanciales notas introductorias y diagramas. Esta fue la primera traducción del poema a la prosa inglesa —el Libro I había sido traducido al verso inglés por Edward Sherburne en 1674, y el poema completo por Thomas Creech en 1697—. La traducción de Goold fue calificada de «magistral» por Volk y Steven Green, quienes coincidieron en que «supuso un avance significativo en la accesibilidad de Manilius a un público más amplio». Se reimprimió en 1992, y Goold publicó una edición corregida en 1997 que tenía en cuenta, entre otras cosas, el artículo de W. S. Watt Maniliana.

## Impacto e investigadores
Aunque Manilio no es citado por ningún autor romano existente, muchos estudiosos sostienen que es aludido por varios autores, entre ellos: Ausonio, Claudio, Comodiano, Draconcio, Juvenal, Lucano, Manetón, Marciano Capella, Nemesiano, Orencio de Auch, Pseudo-Empédocles, Séneca, Sidonio Apolinar, Tertuliano, Calpurnio Sículo y Venancio Fortunato. Dicho esto, Hübner advierte que tales suposiciones deben ser consideradas cuidadosamente —o directamente rechazadas, en los casos de Manetón y Pseudo-Empédocles—, ya que las similitudes pueden deberse a un antiguo precursor épico perdido al que Manilio y los demás aludían o del que tomaban prestado. La obra de Julio Fírmico Materno —que escribió en tiempos de Constantino I sobre astrología y otros temas— se asemeja a la de Manilio en muchos aspectos; por ejemplo, en su Matheseos libri octo (compuesto hacia 334-337), Fírmico sigue de cerca el método de instrucción de Manilio y analiza los fundamentos astrológicos del poeta. Esto sugiere que Fírmico casi seguramente utilizó a Manilio (o a alguien inspirado por él) como guía, pero a pesar de la similitud entre la obra de Firmicus y la de Manilio, Firmicus no menciona a Manilio por su nombre ni lo incluye entre los pocos romanos —a saber, Germánico, Cicerón y Fronto— que escribieron sobre astrología.
Volk señala que las primeras referencias a la Astronomica —aparte de las alusiones literarias— se encuentran en dos inscripciones funerarias romanas, ambas con el verso «Nacemos para morir, y nuestro fin pende del principio» («nascentes morimur finisque ab origine pendet») del libro cuarto del poema. Esta teoría no está exenta de detractores, y estudiosos como A. Maranini y Gómez Pallarès han sugerido que estas dos inscripciones son falsificaciones que datan del Renacimiento.
Pocas copias de la Astronomica sobrevivieron en la época medieval y, en consecuencia, Manilio parece haber sido poco leído durante este periodo. Sin embargo, hay algunas excepciones a esta falta de atención. Hübner, por ejemplo, escribe que Manilio pudo haber inspirado algunos de los escritos de Columbano. Además, una carta de Gerbertus Aureliacensis a la abadía de Bobbio en el año 988, en la que se solicita una obra «de M. Manilius (o posiblemente Manlius) sobre astrología» (M. Manilius (v.l. Manlius) de astrologica), es una prueba de que una copia de la Astronómica se conservó probablemente en la biblioteca de Bobbio.

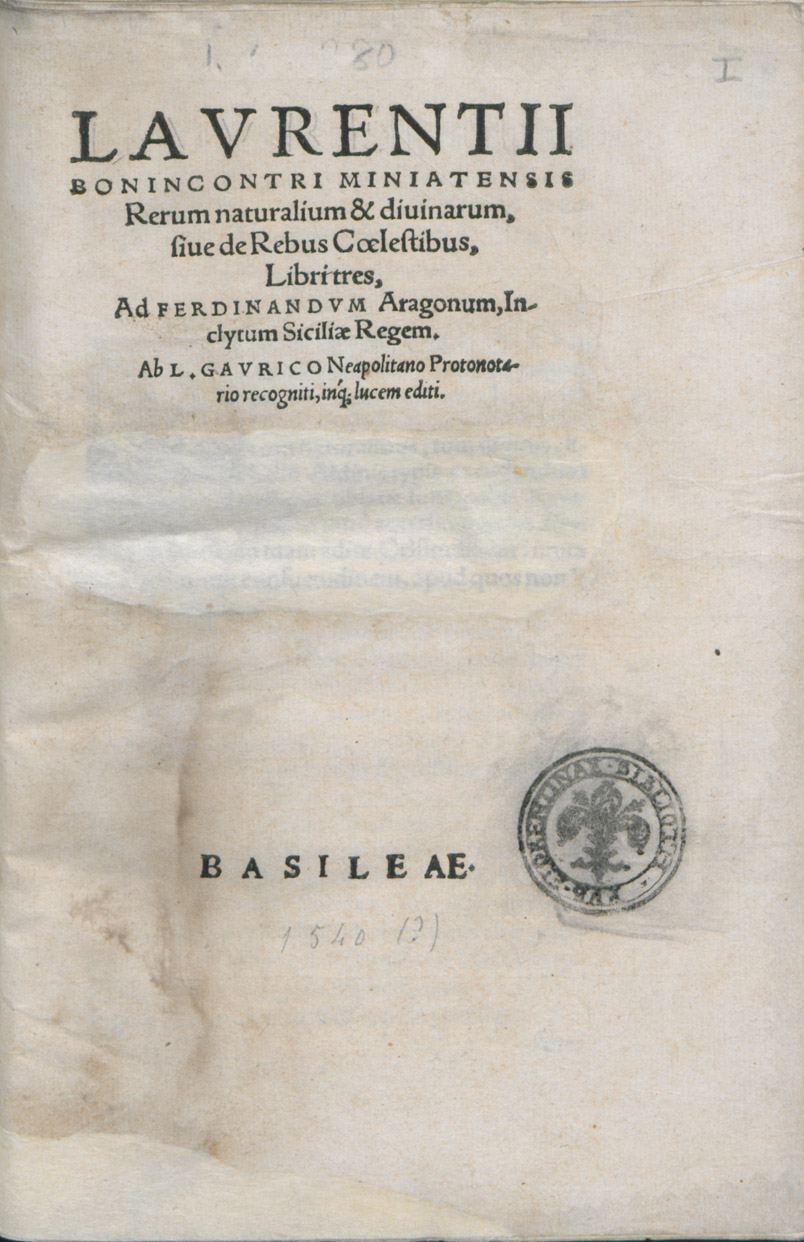
De rebus naturalibus et divinis (1540), de Bonincontri (supuestamente basada en la obra de Manilio).

Aunque fue ignorado en gran medida durante la antigüedad y la Edad Media, el poema suscitó el interés de los estudiosos cuando se redescubrió en el siglo XV.  El humanista italiano Lorenzo Bonincontri pronunció conferencias sobre la Astronomica ante grandes audiencias y recopiló sus apuntes en el primer comentario de la obra.[163] Bonincontri se interesó, al parecer, por el tratamiento que Manilio hace de la naturaleza de los cometas en el primer libro de la Astronomica y, según Stephan Heilen, partes del De rebus naturalibus et divinis de Bonincontri se basan en la obra de Manilio.
A pesar de la atención que recibió tras su redescubrimiento, la Astronomica nunca ha sido tan estudiada como otros poemas latinos clásicos. No obstante, el interés por el poema se desarrolló en la segunda mitad del siglo XX, cuando los eruditos comenzaron a estudiar las ideas filosóficas y científicas de Manilio. La primera monografía completa en inglés sobre Manilio y la Astronomica fue el libro de Volk Manilius and His Intellectual Background, publicado en 2009. Dos años más tarde, Volk y Green editaron Forgotten Stars: Redescubriendo la Astronómica de Manilius, con ensayos de académicos de todo el mundo. El objetivo del libro era «animar a los lectores a descubrir a Manilio» y ampliar el interés de los estudiosos por la Astronomica, ya que la investigación previa de los temas poéticos, científicos y filosóficos de la obra se había limitado principalmente a Alemania, Francia e Italia. Y aunque Manilio y su poema han sido analizados por los estudiosos, muchos lectores profanos encuentran la Astronomica confusa y excesivamente técnica. Según Kristine Louise Haugen, «las frases ambiguas y los extravagantes circunloquios que requiere el verso hexamétrico de Manilio deben haber hecho que la Astronómica parezca, como lo es hoy, más bien un libro de texto de trigonometría traducido en un crucigrama de los sábados del The New York Times».
Los investigadores han señalado la ironía de la relativa oscuridad de Manilio, ya que escribió la Astronomica con la esperanza de alcanzar la inmortalidad literaria. Housman expresó este sentimiento en un poema en latín escrito para el primer volumen de su edición que contrastaba el movimiento de los objetos celestes con la mortalidad y el destino de la obra de Manilio. Comparó la Astronomica con un naufragio (carmina ... naufraga), argumentando que estaba incompleta e imperfecta, y que apenas había sobrevivido a la transmisión textual; Housman reflexionó que, dado que las ambiciones de fama literaria e inmortalidad de Manilio se habían frustrado casi por completo, su obra debería servir como ejemplo de por qué «ningún hombre debería confiar en los dioses» (ne quis forte deis fidere vellet homo).

### Material secundario
- Richard Bentley's 1739 commentary via The Internet Archive
- A. E. Housman's 190330 commentaries Archivado el 22 de octubre de 2017 en Wayback Machine. via Hellenistic Astrology
- Este artículo incorpora texto de una publicación sin restricciones conocidas de derecho de autor:  Varios autores (1910-1911). «Manilius».  En Chisholm, Hugh, ed. Encyclopædia Britannica. A Dictionary of Arts, Sciences, Literature, and General information (en inglés) (11.ª edición). Encyclopædia Britannica, Inc.; actualmente en dominio público.

### Copia en latín
- Texto completo de Astronomica a través de The Latin Library.

### Traducción en español
- Manilio (1996). Astrología. Intr. de F. Calero. Trad. y notas de F. Calero y M.ª J. Echarte. Rev.: A. Pérez Vega. Madrid: Editorial Gredos. ISBN 978-84-249-1825-5.

- Datos: Q25302864
- Multimedia: Astronomicon / Q25302864